# Conceição do Jacuípe
Conceição do Jacuípe, amtlich Município de Conceição do Jacuípe, im Volksmund Berimbau genannt, ist eine Kleinstadt im brasilianischen Bundesstaat Bahia und liegt 97 km nordwestlich der Hauptstadt  Salvador. Sie hat rund 33.000 Einwohner, die Conjacuipenser genannt werden.

## Lage
Die nächstgelegenen Orte sind im Uhrzeigersinn: Coração de Maria, Teodoro Sampaio, Terra Nova, Amélia Rodrigues, Santo Amaro und Feira de Santana, etwa 20 km nordwestlich.
Die Stadt liegt auf einer Höhe von 248 m, das Gemeindegebiet erreicht weiter im Landesinneren etwa 400 m Höhe an der Grenze zwischen dem Recôncavo und dem Sertão bahiano. Die Fläche des Gemeindegebietes beträgt 117,5 km², die Bevölkerungsdichte 256,3 Einwohner pro km².

## Geschichte
Die Besiedlung begann im 17. Jahrhundert durch Portugiesen, die in dem Gebiet Zuckerrohr-Pflanzungen und Zuckermühlen errichteten. Als Arbeitskräfte wurden über die Sklavenhändler in Salvador da Bahia schwarzafrikanische Sklaven eingesetzt, deren heutige Nachkommen das größte Bevölkerungskontingent der Afrobrasilianer stellen. 1898 wurde eine Handelsstation errichtet, die als Anziehungspunkt für Musikanten und die dort insbesondere seit Anfang des 20. Jahrhunderts hergestellten und vertriebenen Berimbaus, einem einfachen Musikinstrument, als Feira do Berimbau (Berimbau-Markt) bekannt wurde. Hiervon leitet sich auch der Städtespitzname ab. 1949 erhielt die Siedlung, jetzt bekannt als Povoado do Berimbau, elektrische Versorgung durch Wasserenergie. Sie wurde am 30. Dezember 1953 umbenannt und zur Vila de Conceição do Jacuípe erhoben und unterstand administrativ der Stadt Santo Amaro. Im Zuge der Gebietsreformen Anfang der 1960er Jahre wurde sie aus Santo Amaro ausgegliedert und erhielt am 20. Oktober 1961 den Status einer Munizipalstadt unter dem Namen Município de Conceição do Jacuípe. Der Name ist eine Zusammensetzung aus Nossa Senhora da Conceição, Beiname der Jungfrau Maria und Schutzpatronin der Stadt, und Rio Jacuípe, in dessen Einzugsbereich die Gemeinde liegt.
Der Ort hatte seit Ende 2004 einen weiblichen Bürgermeister, Tania Yoshida, in dem eher konservativen Bundesstaat Bahia eine völlige Neuheit. Nach zwei erfolgreichen Wiederwahlen mit erheblichem finanziellem Aufwand, finanziert aus Bundesmitteln, wurde sie dafür kritisiert, einen Großteil des Gemeindehaushalts für Shows und Entertainment ausgegeben zu haben und wurde schlussendlich abgewählt. Die Nachfolge gestaltete sich aber problembehaftet, da die durch Faktoren wie Massenarbeitslosigkeit, Kriminalität und staatliche Wirtschaftslenkung verunsicherte, bei  Älteren auch analphabetische, ländliche Bevölkerung teilweise unvorhersehbar wählte. Yoshida wurde die Wählbarkeit auf acht Jahre aberkannt, was sie nicht hinderte, bei der Kommunalwahl 2012 erneut anzutreten, sie unterlag jedoch und ihre Stimmen wurden vom Wahltribunal kassiert.

## Stadtverwaltung
Stadtpräfektin (Exekutive) war nach der Kommunalwahl 2012 für die Amtszeit 2013 bis 2016 Normélia Maria Rocha Correia von dem Partido Republicano Brasileiro (PRB), was ihr durch ein Wahlbündnis aus 13 Parteien gelang. Bei der Kommunalwahl in Brasilien 2016 wurde sie für die Amtszeit 2017 bis 2020 wiedergewählt. Die Legislative liegt bei der Câmara Municipal, der Stadtverordnetenkammer.
Mit 23 weiteren Gemeinden bildete Conceição do Jacuípe bon 1989 bis 2017 die Mikroregion  Feira de Santana, diese ist eine von fünf Mikroregionen der  Mesoregion Centro-Norte Baiano. Seit dem Jahr 2011 ist sie Teil der Metropolregion Feira de Santana (Região Metropolitana de Feira de Santana).

## Bevölkerungsentwicklung
Quelle: IBGE (Angaben für 1996, 2007 und 2019 sind Schätzungen)

## Wirtschaft
Conceição do Jacuípe ist ein wichtiger Anbauort von Gemüse und Kräutern des Bundesstaates Bahia. Japanische und polnische Einwanderer begannen in den 1960er Jahren zunächst in kleinerem Umfang mit den Pflanzungen, die sich im Laufe der Zeit erheblich ausweiteten. Weitere Wirtschaftsfaktoren sind der Tabakanbau sowie die Vieh- und Geflügelzucht.
Conceição do Jacuípe unterscheidet sich von seinen Nachbargemeinden hinsichtlich der Landaufteilung. Während in den Nachbargemeinden Amelia Rodriges und Coração de Maria überwiegend Großgrundbesitzer (portugiesisch latifundarios) das Land bewirtschaften, sind die Besitzverhältnisse in Berimbau eher durch kleinere private Höfe geprägt. Während die Nachbargemeinden in den letzten 30 Jahren kaum nennenswertes Wirtschaftswachstum zu verzeichnen hatten, ist Conceição do Jacuípe erheblich gewachsen. Vorteilhaft für den Ort ist die gute Anbindung an die Verkehrsinfrastruktur. Seit Beginn der 2000er Jahre sind deshalb, und aufgrund von fiskalpolitischen Maßnahmen weitere Firmenniederlassungen zu verzeichnen gewesen, u. a. eine Schuhfabrik, eine Fabrik für medizinische Einmalartikel und eine große Verteilerstation für Erfrischungsgetränke und Bier.

## Infrastruktur
Durch die Stadt führt die BA-084, südlich verläuft die BA-324, die eine direkte Verbindung zu den beiden größten Städten des Bundesstaates, Feira de Santana und Salvador da Bahia, herstellt.

## Söhne und Töchter der Stadt
- Júnior Santos (* 1994), Fußballspieler